# Niedersächsisches Landgestüt Celle

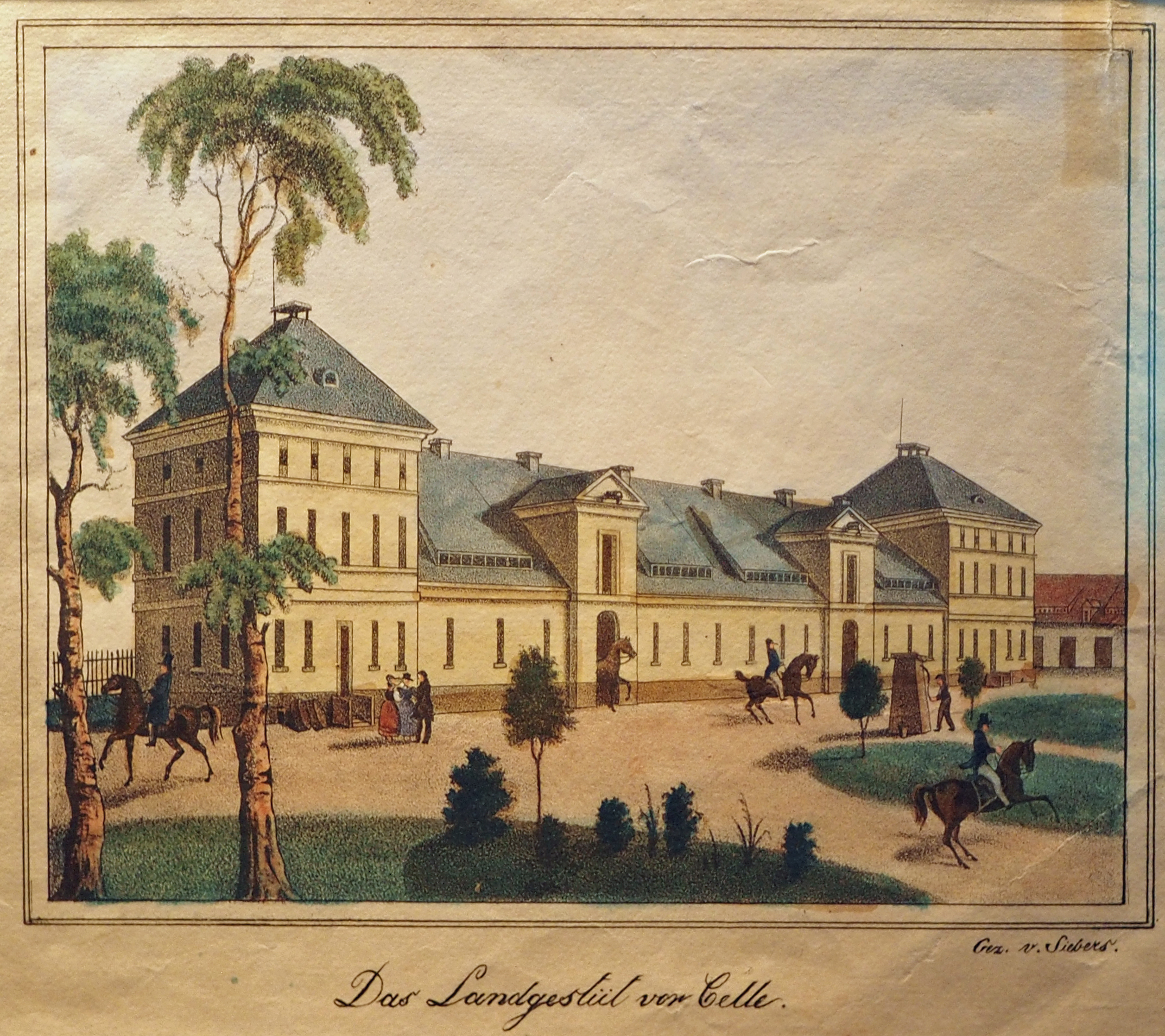
„Das Landgestüt vor Celle“;
kolorierte Lithografie von Georg Siebers

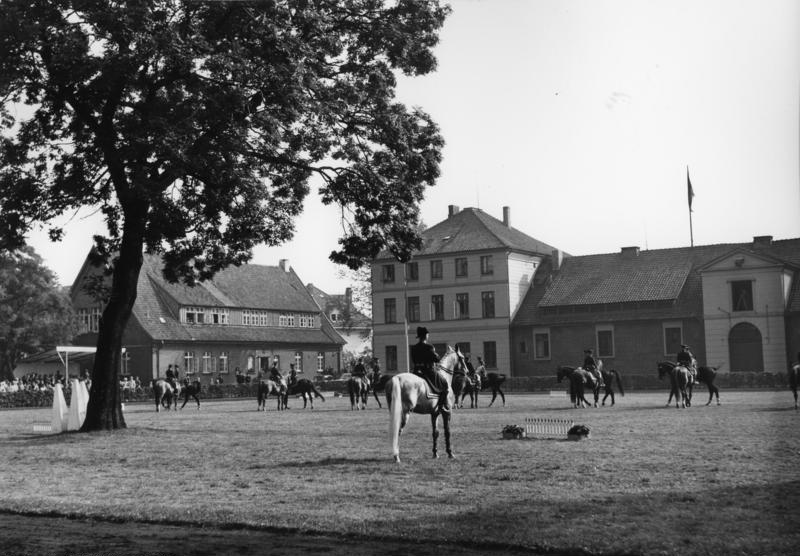
Hengstvorführung beim Besuch des griechischen Königspaars am 21. September 1956

Das Niedersächsische Landgestüt Celle ist das Landgestüt des Landes Niedersachsen, das seinen Sitz in Celle hat.

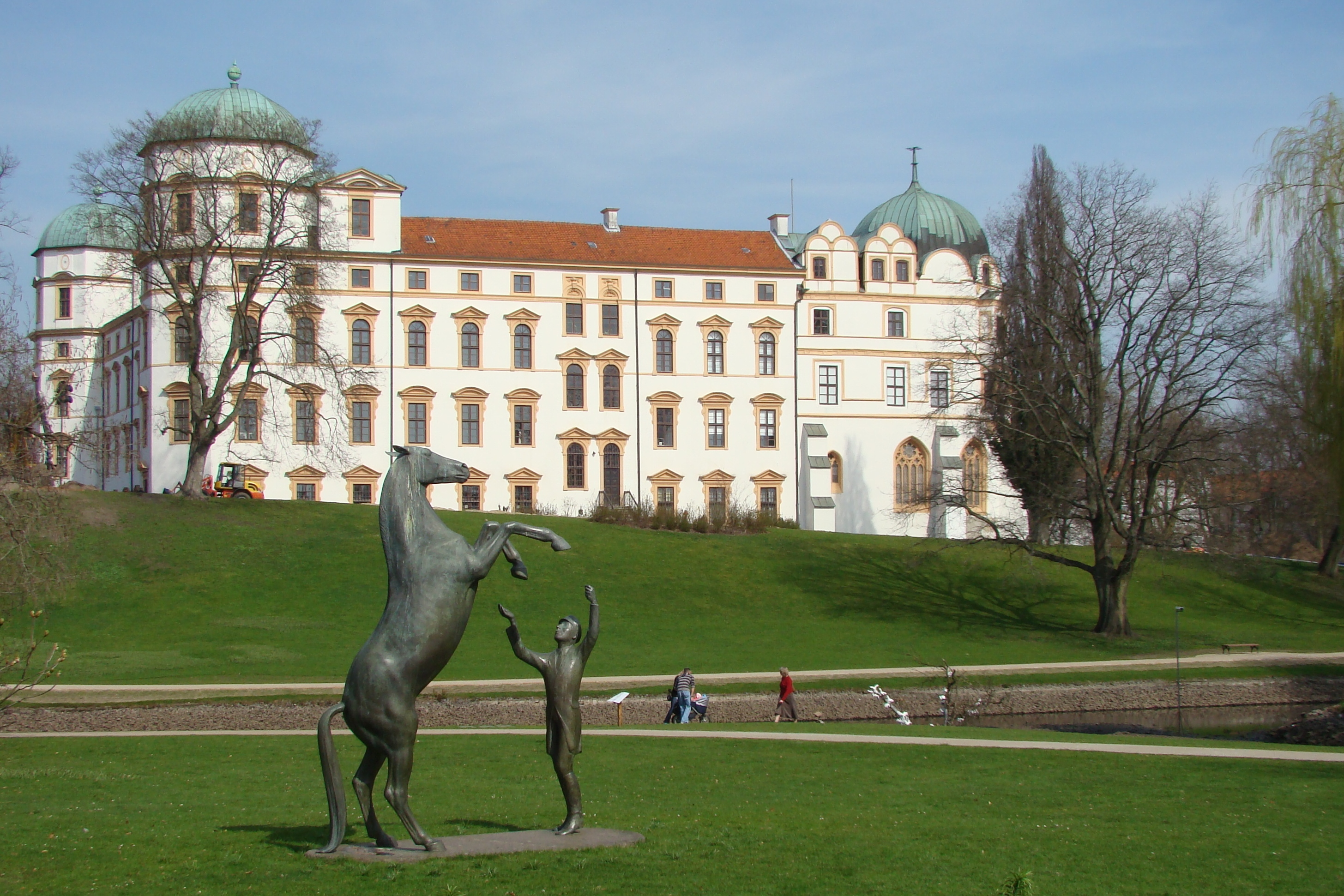
Bronzeplastik „Hengst Wohlklang in der Freiheitsdressur“ vor dem Celler Schloss

## Geschichte
Die Gründung des Landgestüts in Celle wurde mit Erlass vom 27. Juli 1735 durch Georg II., König von England und Kurfürst von Hannover, angeordnet. Es war eine der Institutionen, neben dem Zuchthaus und dem Oberappellationsgericht, die als Ausgleich für die Verlegung der Residenz des Kurfürsten von Celle nach Hannover gedacht waren. Zweck dieser Einrichtung war es, den Landwirten gegen geringes Entgelt gute Hengste zur Bedeckung ihrer Stuten bereitzustellen, aber auch um den Bedarf der Kavallerie an Pferden zu decken, die bis dahin überwiegend aus England eingeführt wurden. Die züchterischen Erfahrungen Englands nutzend wurden englische Vollblüter angekauft, um die in der Landwirtschaft und im Fuhrwesen tätigen, schweren Warmblutpferde zu veredeln. Die Gründung und Einrichtung des Landgestüts oblag dem Minister Gerlach Adolph von Münchhausen, der seit 1732 auch als Großvogt von Celle amtierte.
Beginnend im Jahre 1735 mit einem Hengstbestand von 13 Hengsten aus dem Holsteiner Zuchtgebiet hatte das Landgestüt um das Jahr 1800 bereits rund 100 Hengste, die alljährlich auf 50 Deckstationen entsandt wurden. Um diese Zeit wurde auch damit begonnen, für die Fohlen die von den Hengsten des Landgestütes abstammen, Herkunftsnachweise anzulegen. Damit war die Grundlage für die hannoversche Pferdezucht gelegt. 150 Jahre später wurden von insgesamt 560 Landbeschälern der Landgestüte Celle, Osnabrück-Eversburg (gegründet 1925) und Harzburg-Büntheim (gegründet 1815) 34.000 Stuten gedeckt. Nach diesem zahlenmäßigen Höchststand brachte die technische Entwicklung in den Folgejahren jedoch einen erheblichen Rückgang der Pferdezucht und -haltung mit sich, der sich auch auf die Gestütshengsthaltung auswirkte.
In den Jahren 1960/61 wurden die Gestüte Osnabrück und Harzburg aufgelöst und der Hengst- und Personalbestand vom Landgestüt Celle übernommen. Im Jahre 1960 waren von 179 Gestütshengsten nur noch 4240 Stuten gedeckt worden. Von 1958 bis 1979 leitete Christian von Stenglin als Landstallmeister das Landgestüt. Unter seiner Leitung meisterte das Landgestüt diese Existenzkrise: Mit der Umstellung des Hengstbestandes und Ausrichtung auf ein Sport-Warmblutpferd legte er mit den Grundstein für die moderne Hannoversche Pferdezucht.
Anlässlich des 250-jährigen Jubiläums des Landgestüts 1985 wurde die Bronzeplastik „Hengst Wohlklang in der Freiheitsdressur“ aufgestellt. Sie befand sich zunächst auf dem Paradeplatz im Landgestüt und wurde nach den Hengstparaden im Schlosspark platziert.

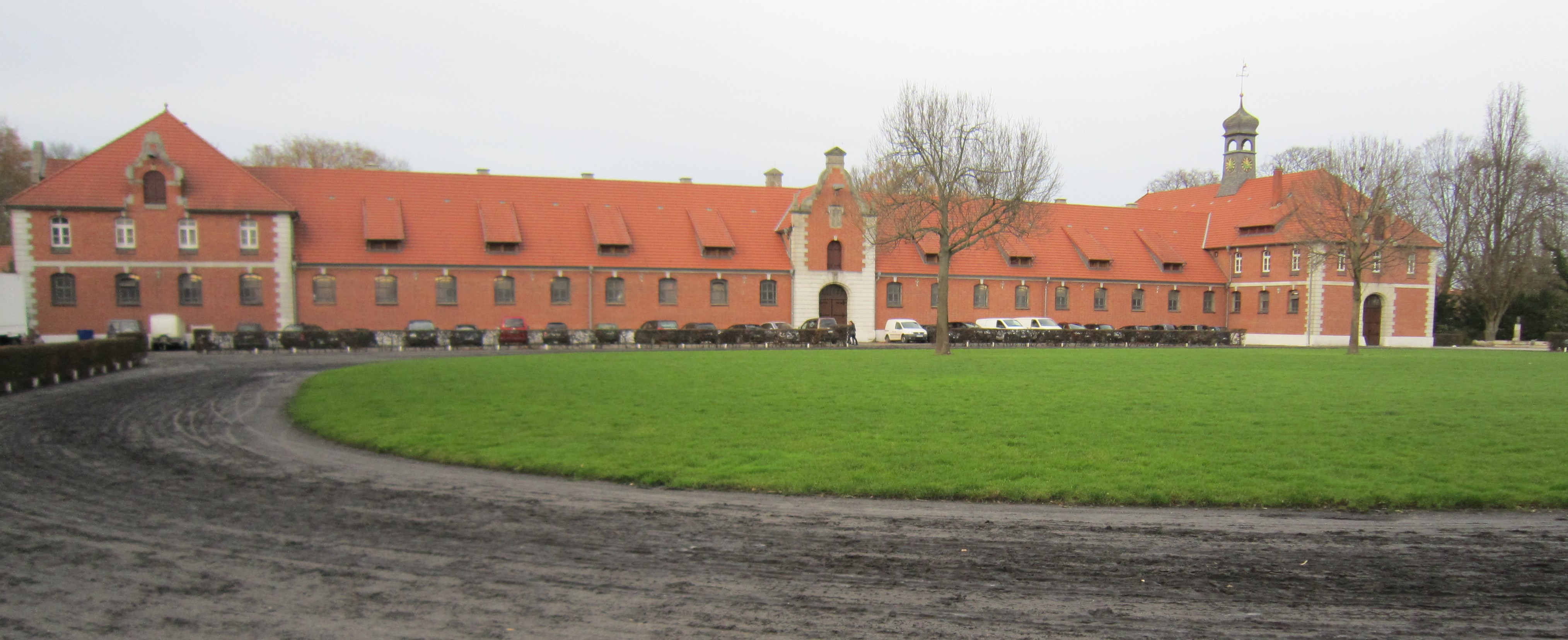
Grabenseestall (Blickrichtung Nordwesten)
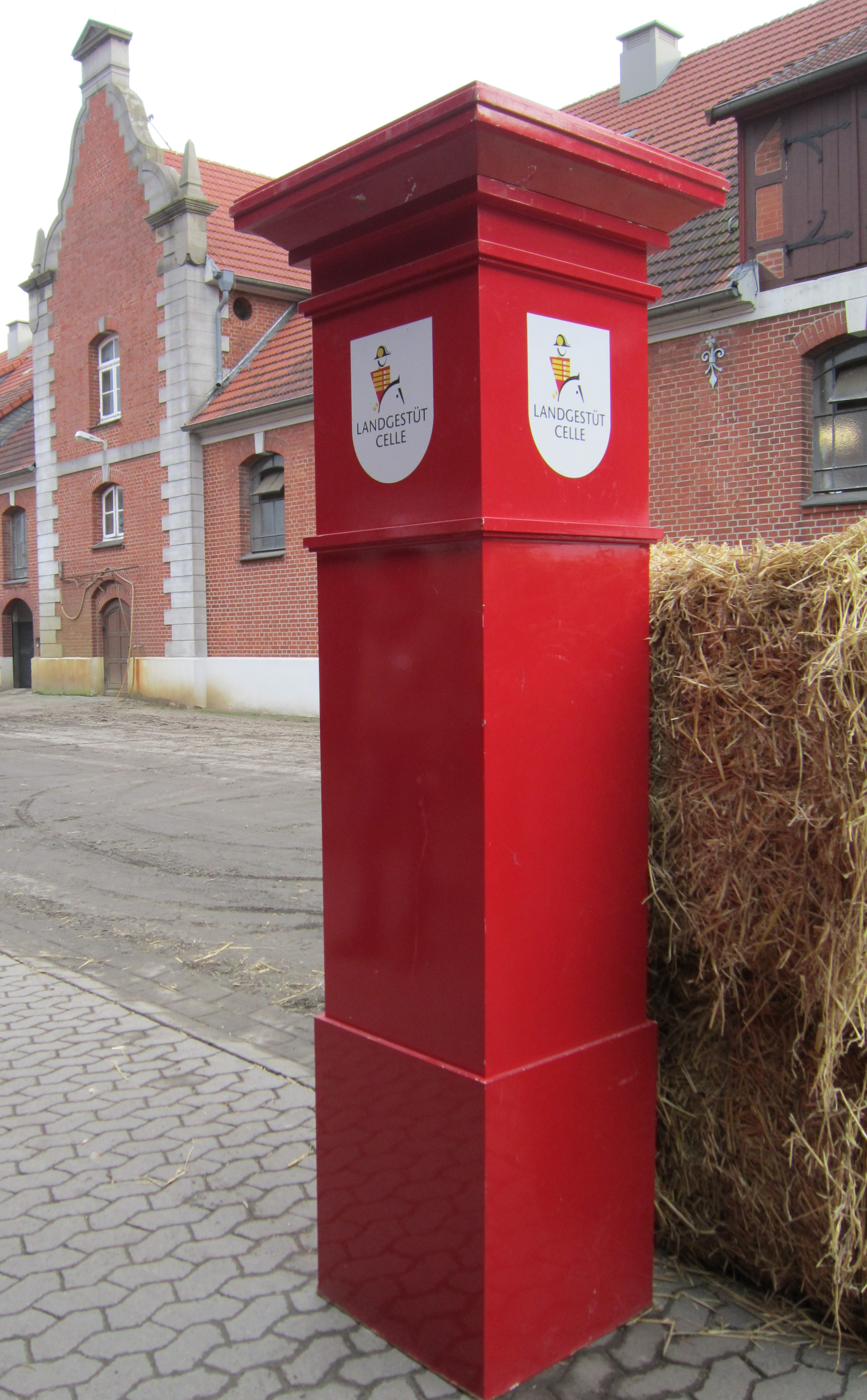
Hauptstall (Blickrichtung Osten)
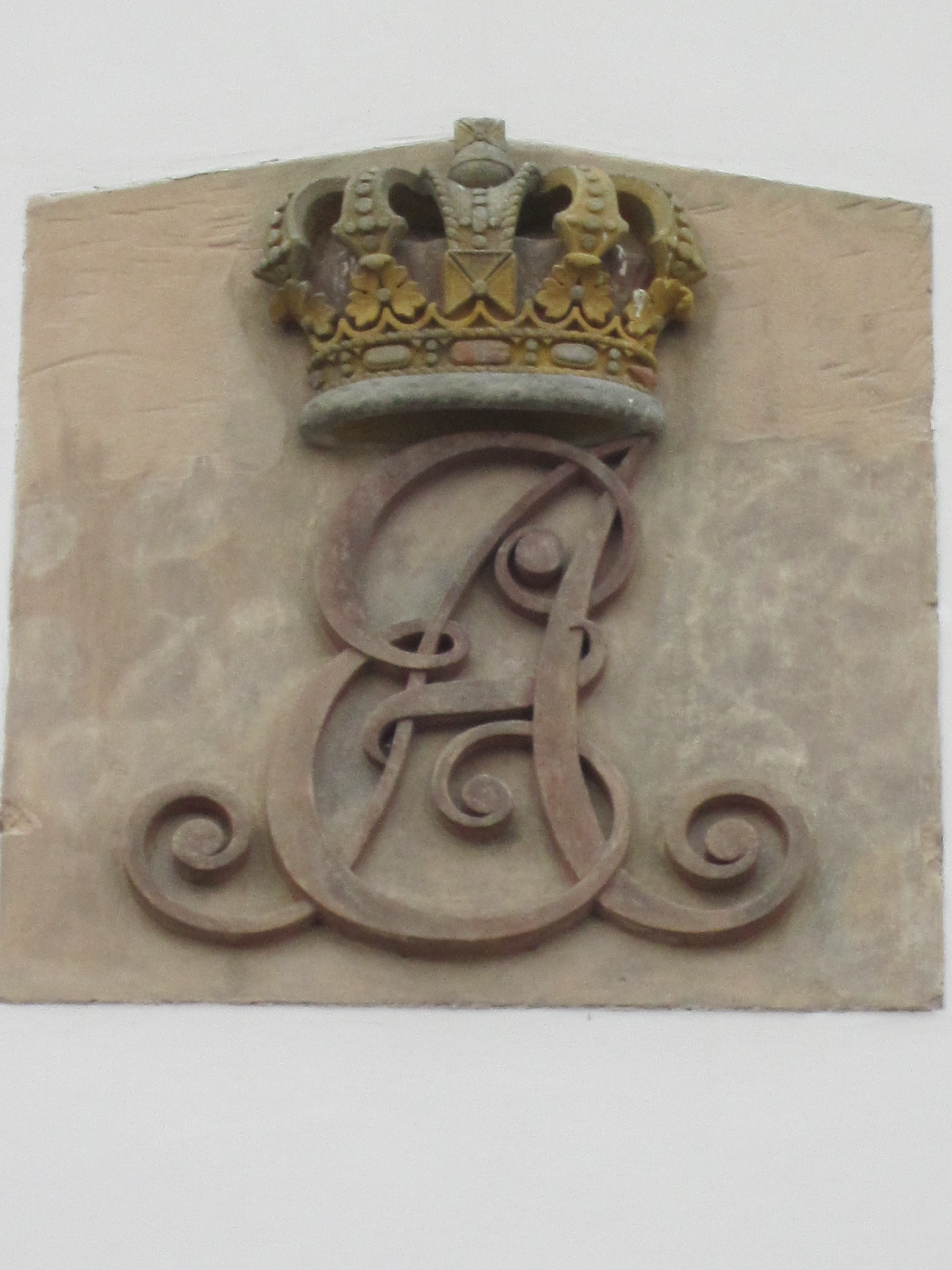
Wappen des Hannoverschen Königs Ernst August V: am Giebel der klassizistischen Reithalle
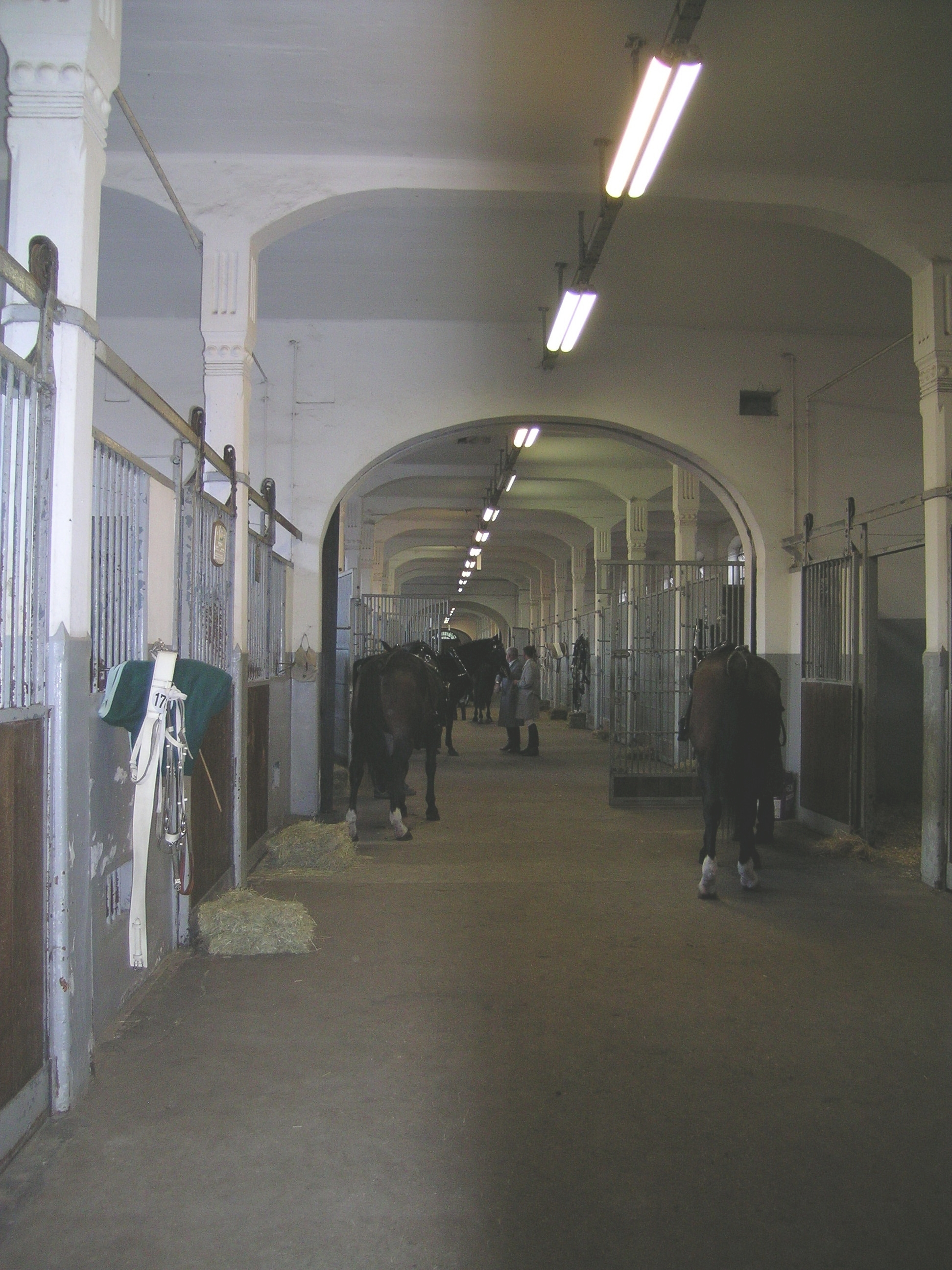
Pferdeboxen
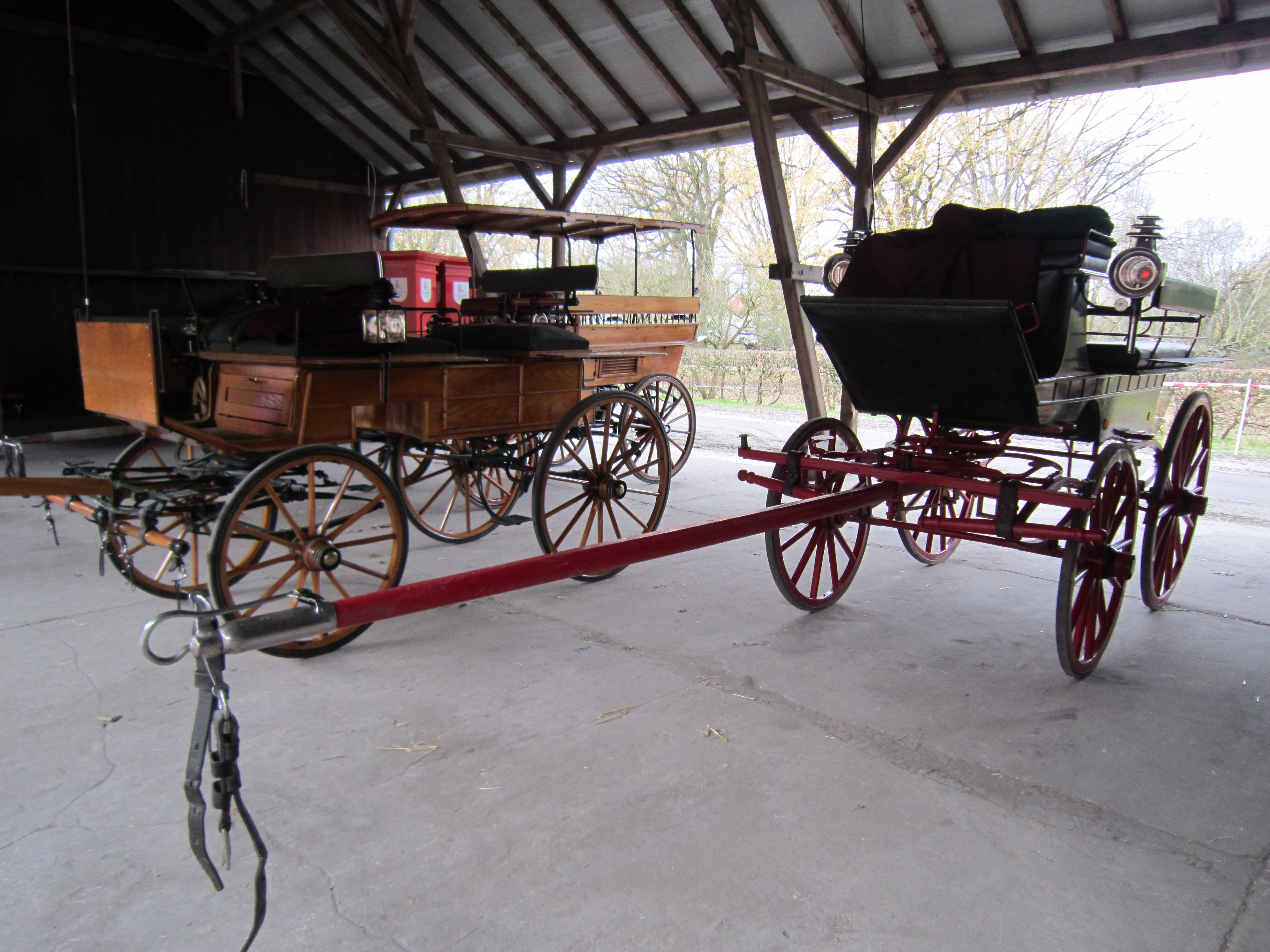
Remise mit Kutschen
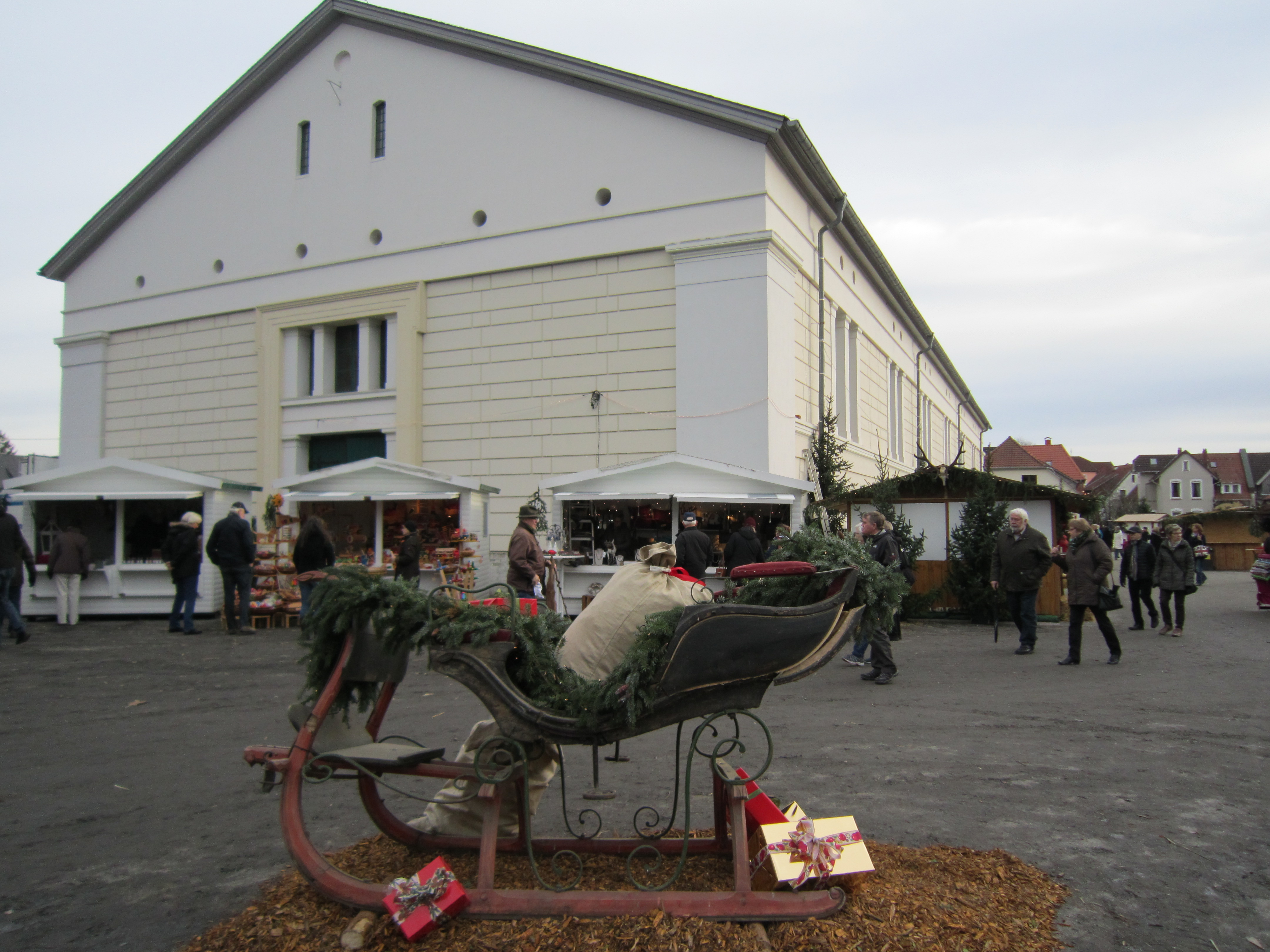
Weihnachtszauber an der klassizistischen Reithalle

## Zugehörige Einrichtungen

### Hengstaufzuchtgestüt Hunnesrück
Neben der privaten Hengstaufzucht ist das Hengstaufzuchtgestüt Hunnesrück ein Standbein zur Ergänzung des Hengstbestandes. In der Nähe der Stadt Dassel am Fuße des Sollings gelegen, dient es der Aufzucht von etwa 40 Hengstfohlen pro Jahrgang.

### Hengstprüfungsanstalt Adelheidsdorf
Bei Celle befindet sich die Hengstprüfungsanstalt Adelheidsdorf mit einem 32 ha großen Trainingsgelände. Hier werden im November etwa 40 Junghengste im Alter von zweieinhalb Jahren zu einer elfmonatigen Leistungsprüfung angeliefert. Sie kommen zum Teil aus privater Aufzucht über den jährlichen Hengstmarkt in Verden und zum Teil aus Hunnesrücker Aufzucht. Nach dem abschließenden Leistungstest Mitte Oktober des Folgejahres fällt die Entscheidung, welche Junghengste eine Beschälerbox im Landgestüt beziehen.
Daneben absolvieren jährlich 50 bis 60 Hengste privater Eigentümer den 70-Tage-Test sowie die Veranlagungsprüfung in Adelheidsdorf. Außerdem werden dort rund 20 Ponys in einem 30-Tage-Test geprüft, und im November findet auch die Zugleistungsprüfung des Niedersächsischen Kaltblutzuchtverbandes statt.

### Zentrale Niedersächsische Pferdebesamungsstation Celle
1973 wurde auf dem Gelände des Landgestüts eine zentrale Pferdebesamungsstation eingerichtet. Im Zuchtgebiet betreibt das Landgestüt zehn weitere Besamungshauptstellen mit bis zu fünf angeschlossenen Nebenstellen, auf denen die Frischsamenübertragung praktiziert wird. Seit 2000 wird in der Pferdebesamungsstation auch Embryotransfer durchgeführt.

## Hengstbestand
Auf der Grundlage der ländlichen Reiterei hat sich der Stellenwert des Reitsports, aber auch des Fahrsports, vergrößert. Dies brachte auch eine Weiterentwicklung des Turniersports mit sich. Zu diesen Zwecken erfolgt die Zucht des Hannoveraners. Gezüchtet wird ein harmonisches, unkompliziertes Reitpferd mit gutem Charakter und Veranlagung für Reitsportdisziplinen. Die Grundlage dafür bildet ein Hengstbestand von 130 aktiven Zuchthengsten, denen jährlich 7000 Stuten auf 40 Deck- und Besamungsstellen zugeführt werden.

## Events

### Celler Hengstparade

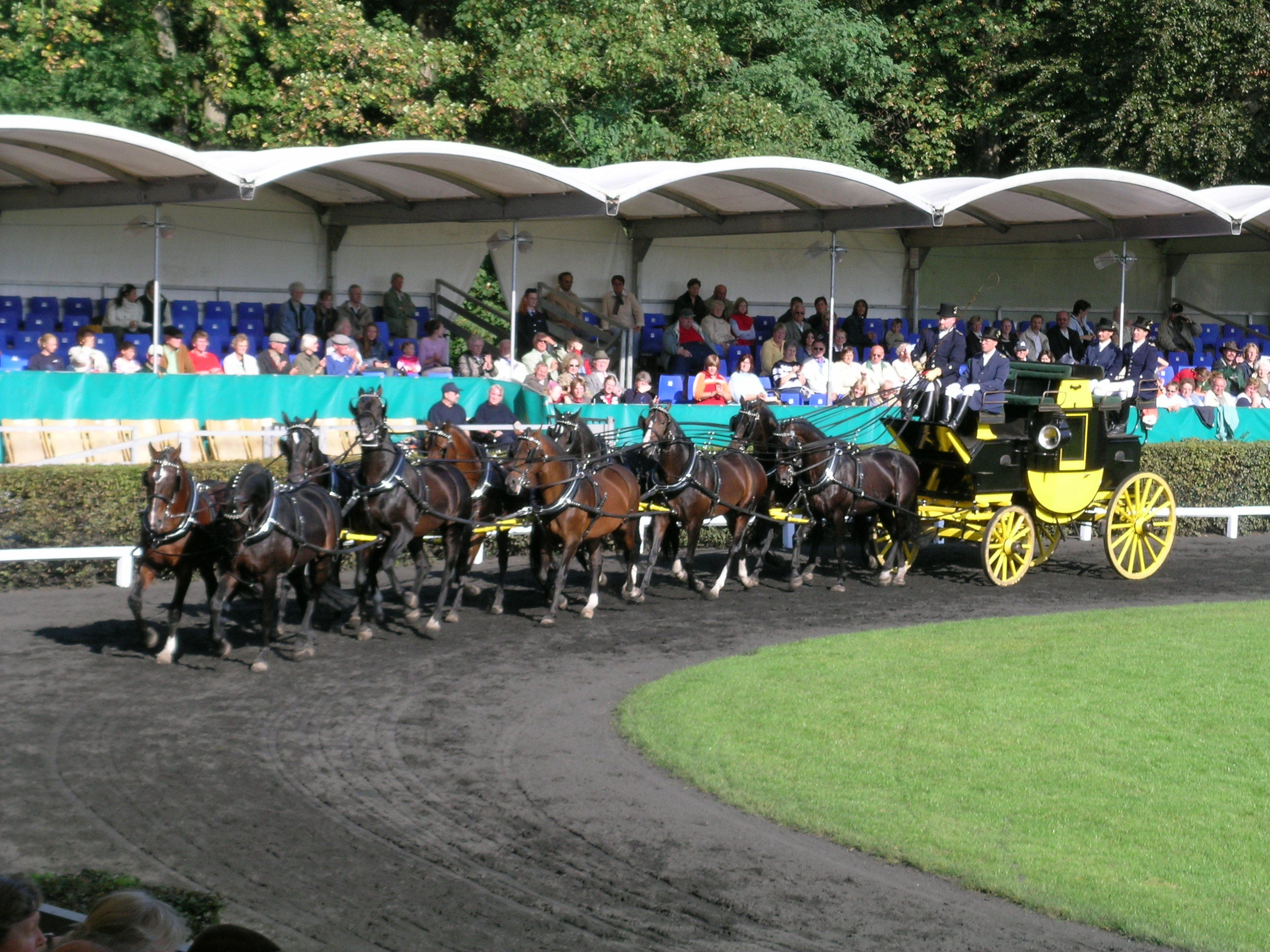
Gespannvorführung bei der Hengstparade im Jahr 2004

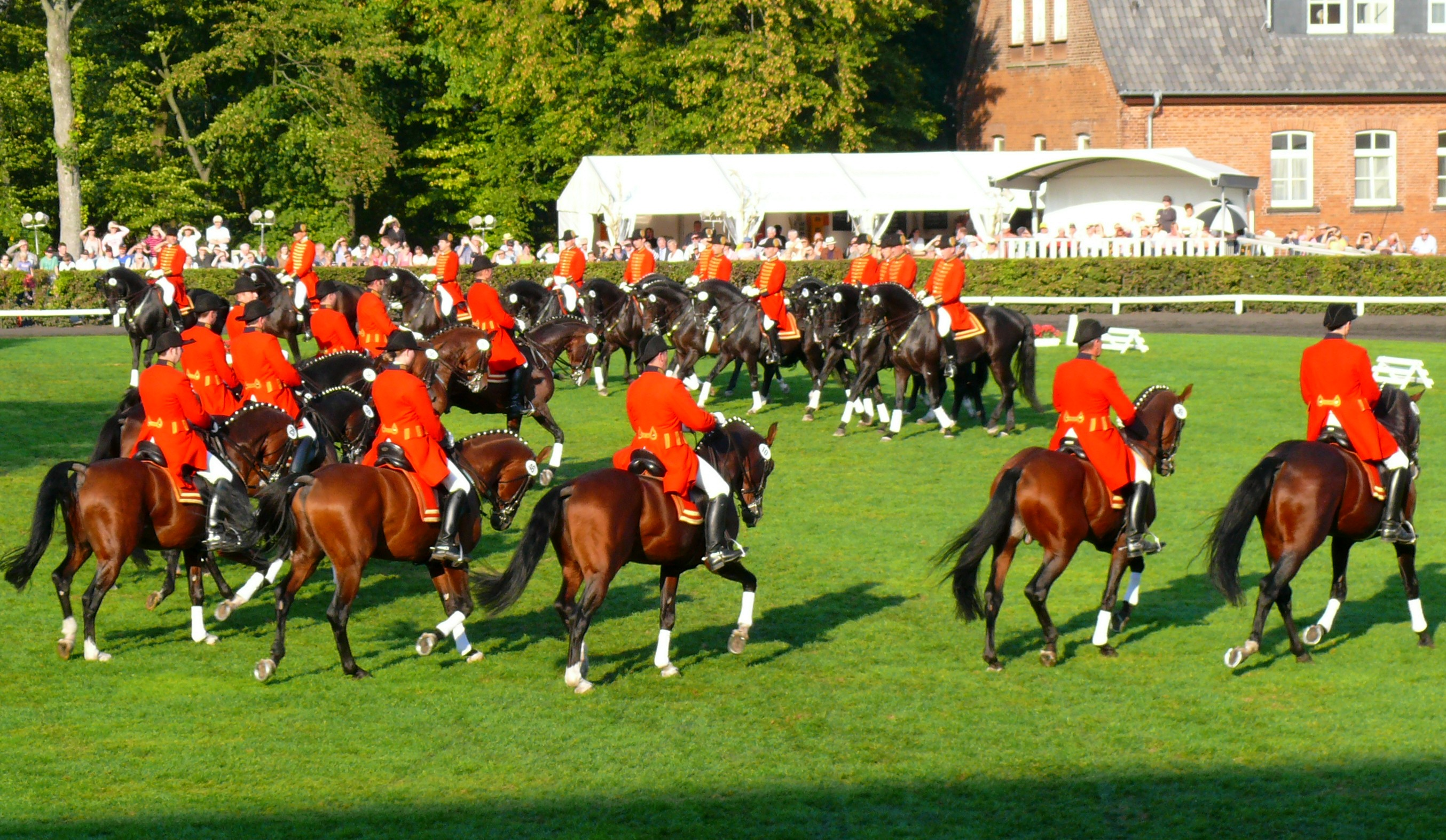
„Große Dressurquadrille“

An den beiden letzten Wochenenden im September sowie am ersten Wochenende im Oktober findet die Celler Hengstparade auf dem Gestütsgelände statt. Um 13 Uhr mit dem Glockenschlag der Turmuhr über dem Grabenseestall beginnt ein dreistündiges Programm. In 20 Programmpunkten werden alle 150 Hengste an der Hand, unter dem Reiter oder vor dem Wagen vorgestellt.
Besondere Höhepunkte stellen die große Dressurquadrille und die bis zum Dreizehnspänner gezeigten Gespannvorführungen dar.

### Weihnachtszauber
Seit 2012 findet alljährlich Anfang Dezember auf dem Hof und in den Gebäuden des Landgestüts die Veranstaltung „Weihnachtszauber“ statt, eine Mischung aus Weihnachtsmarkt und Landpartie.